# Madejärvi
Madejärvi är en sjö i Gällivare kommun i Lappland och ingår i Kalixälvens huvudavrinningsområde. Sjön har en area på 0,358 kvadratkilometer och ligger 439,6 meter över havet. Sjön avvattnas av vattendraget Leipijoki.
Namnet är finskt och kan på svenska översättas med Lakasjön, eftersom made betyder 'lake' och järvi betyder 'sjö'.

## Delavrinningsområde
Madejärvi ingår i det delavrinningsområde (748327-172821) som SMHI kallar för Mynnar i Moskojärvi. Medelhöjden är 479 meter över havet och ytan är 54,3 kvadratkilometer. Det finns inga avrinningsområden uppströms utan avrinningsområdet är högsta punkten. Leipijoki som avvattnar avrinningsområdet har biflödesordning 3, vilket innebär att vattnet flödar genom totalt 3 vattendrag innan det når havet efter 301 kilometer. Avrinningsområdet består mestadels av skog (65 procent) och sankmarker (31 procent). Avrinningsområdet har 1,87 kvadratkilometer vattenytor vilket ger det en sjöprocent på 3,4 procent.